# Таунли, Чарльз
Чарльз Таунли (англ. Charles Townley; 1 октября 1737 — 3 января 1805) — английский аристократ, антиквар и коллекционер произведений античной скульптуры.

## Биография
Чарльз Таунли родился 1 октября 1737 года в Англии в родовом поместье Таунли-холл, недалеко от Бернли в графстве Ланкашир (Северо-Западная Англия). Он был старшим сыном Уильяма Таунли (1714—1741) и его жены Сесилии, дочери Ральфа Стэндиша (внучка Генри, шестого герцога Норфолка). Он унаследовал поместье после смерти отца в 1742 году и примерно в это же время был отправлен в католический колледж (College des Grands Anglais) в Дуэ (Франция). Позднее он улучшил поместье, и какое-то время жил жизнью сельского джентльмена своего времени. Как католик он был лишён возможности государственной службы и учёбы в университете. Совершенствовал свои знания в гуманитарных науках под руководством Джона Тербервилля Нидэма, биолога и римско-католического священника.
Посещение Рима и Флоренции в 1765 году привело Чарльза Таунли к увлечению античным искусством. Он путешествовал по южной Италии и Сицилии, но до 1772 года своей штаб-квартирой сделал Рим. В 1768 году он начал формировать коллекцию древностей. Несмотря на конкуренцию со стороны Ватикана, Таунли быстро умножал свою коллекцию, в основном за счёт договорённостей с Гэвином Гамильтоном, и более осторожно, с Томасом Дженкинсом. Он делил с ними риски и успехи в раскопках и тайном вывозе произведений искусства из Италии.
Он покупал античные статуи, расписные вазы, монеты, рукописи, а также рисунки и картины старых мастеров. В 1772 году он переехал в Лондон, а через некоторое время, в 1778 году приобрел дом на Парк-стрит, 7 в Вестминстере.
В марте 1791 года Чарльз Таунли был избран членом Королевского научного общества.
Он приспособил свой дом для размещения статуй и библиотеки. По-прежнему время от времени посещал Рим и продолжал получать новые предметы для своей коллекции примерно до 1780 года, частично из Италии, через своих агентов Уильяма Гамильтона и Томаса Дженкинса, и частично за счёт покупок в Англии у Лайда Брауна и других агентов. Помимо мраморных скульптур коллекция Таунли содержала терракотовые рельефы, многие из которых приобретал скульптор Джозеф Ноллекенс, бронзовые изделия, несколько драгоценных камей и серию римских «больших латунных» монет. Именно Ноллекенс в 1807 году выполнил мраморный портретный бюст Чарльза Таунли.
Таунли, как и его друг сэр Уильям Гамильтон, с энтузиазмом изучал фантастические теории искусства Пьера-Франсуа Юга (барона Д’Анкарвиля). Большая часть «Исследований по мотивам греческих произведений искусства» (Recherches sur l’Origine des Arts de la Grèce) Д’Анкарвиля была написана в доме Таунли на Парк-стрит. Сам Таунли не опубликовал ничего, кроме диссертации в альманахе «Древний памятник» («Vetusta Monumenta») о древнем шлеме, найденном в Рибчестере (графство Ланкашир).
В 1786 году Таунли стал членом Общества дилетантов, а в 1791 году попечителем Британского музея в Лондоне. Примерно в 1803 году его здоровье стало ухудшаться, но он был увлечён проектированием галереи статуй и библиотеки для своего Таунли-холла в Бёрнли. Он умер в доме 7 на Парк-стрит 3 января 1805 года, на шестьдесят восьмом году жизни, и был похоронен в семейной капелле в Бёрнли, Ланкашир. Его владения перешли к его брату Эдварду Таунли Стэндишу, а затем к его дяде Джону Таунли из Чизвика. Мужская линия семьи пресеклась после смерти полковника Джона Таунли в 1878 году.
Чарльз Таунли завещал свою коллекцию Британскому музею. Однако незадолго до смерти он решил оставить её на попечение своего брата Эдварда и дяди Джона Таунли при условии, что скульптуры будут выставлены в специально построенной галерее. Галерея была построена, но по мере роста коллекции музея греческих и римских древностей стало ясно, что старый дом был слишком мал. Старый особняк и Таунли-галерея в палладианском стиле были снесены в 1823 году и заменены новым двухэтажным зданием.
Мраморные и терракотовые скульптуры коллекции Таунли были приобретены у исполнителей завещания в 1805 году Британским музеем за 20 000 фунтов стерлингов. Специально для этой цели попечители музея получили парламентский грант. Эдвард Таунли Стэндиш был назначен попечителем коллекции, а новая галерея, построенная в музее для коллекции Таунли, была открыта для публики в 1808 году. Основная часть коллекции Таунли в Британском музее, состоит примерно из 300 экспонатов и представляет собой одно из крупнейших собраний греко-римского искусства.
Изделия из бронзы, монеты, драгоценные камни и рисунки приобретены музеем в 1814 году за 8 200 фунтов стерлингов. Каталоги рукописей Таунли хранятся в отделе греческих и римских древностей Британского музея. Большой архив Чарльза Таунли, включая дневники, бухгалтерские книги, счета, корреспонденцию и каталоги, был приобретён Британским музеем в 1992 году.

## Шедевры коллекции Таунли

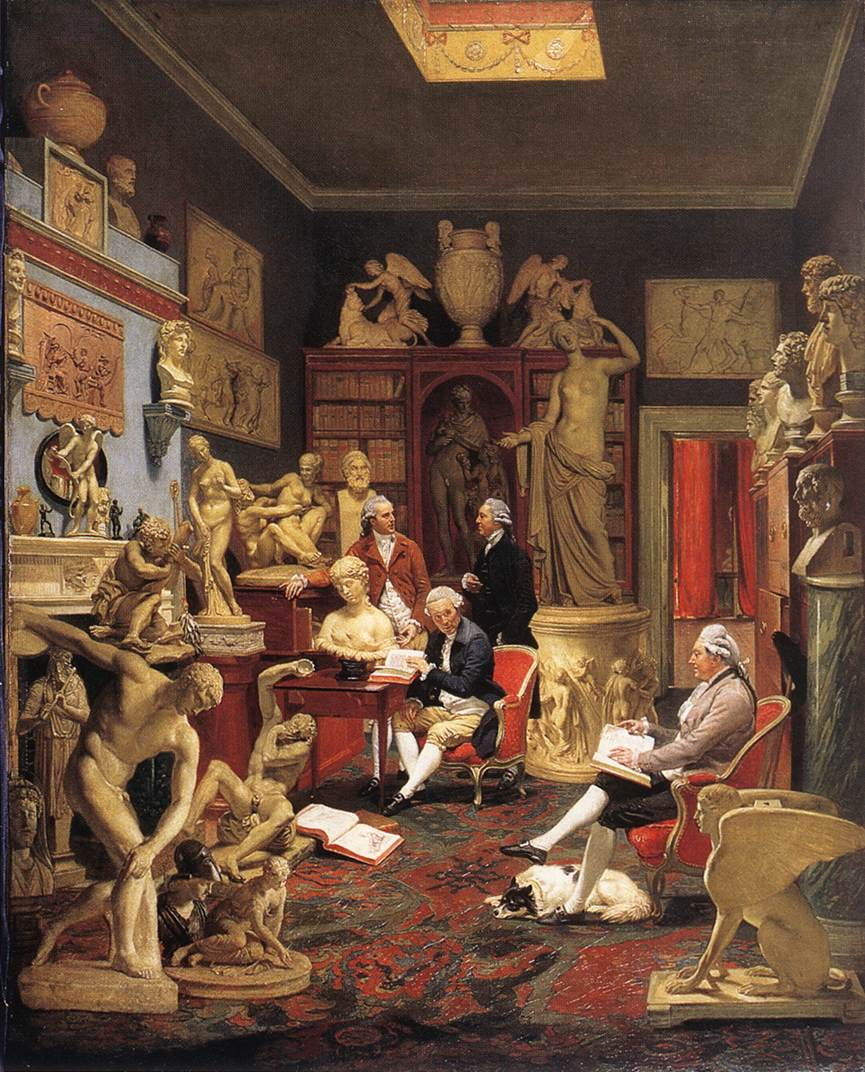
И. Цоффани. Чарльз Таунли с друзьями в своей галерее. 1782. Галерея Таунли-холл, Бёрнли
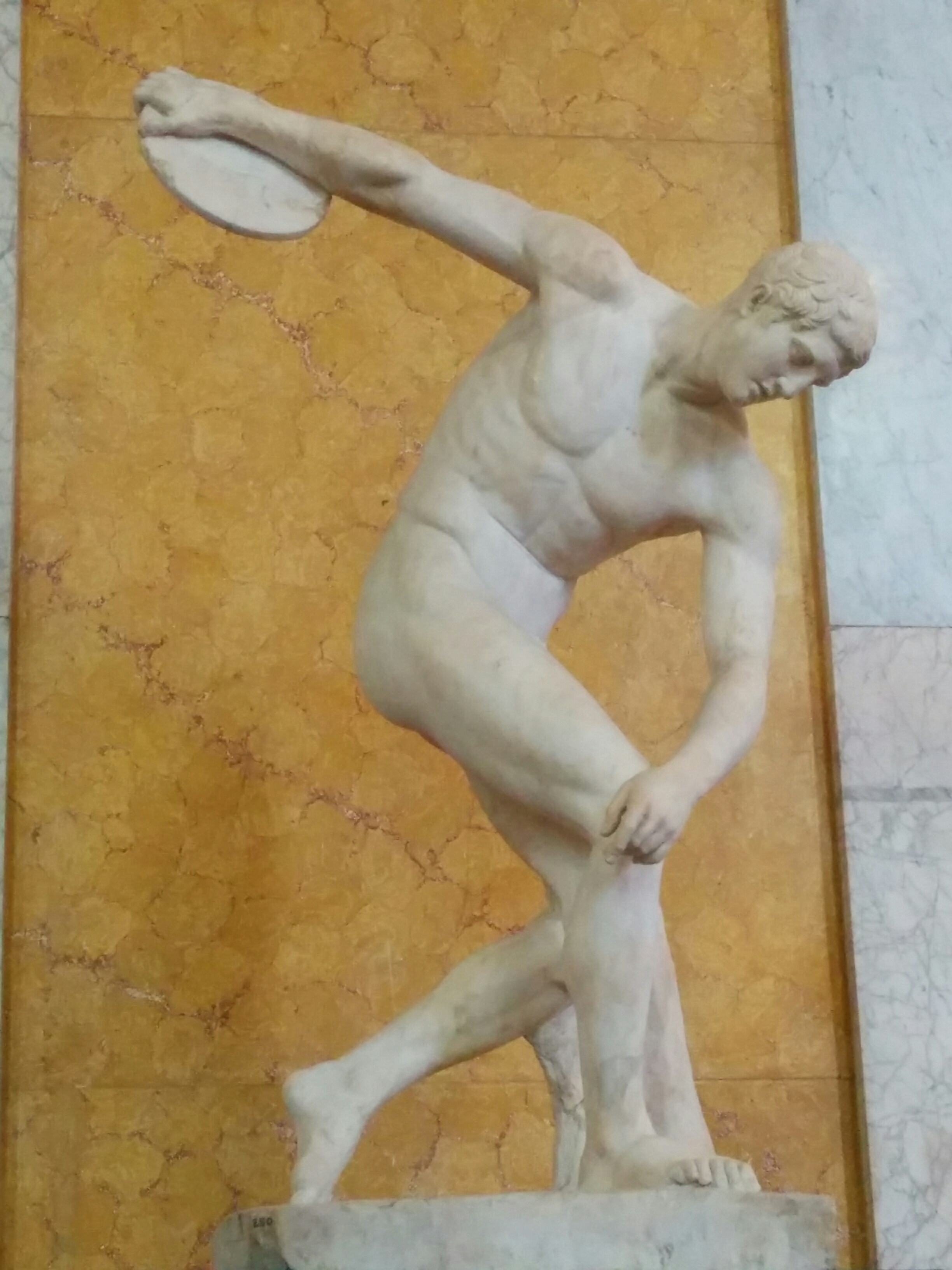
«Дискобол Таунли». Реплика древнегреческого оригинала Мирона 450—440 гг. до н. э. II в. н. э. Британский музей
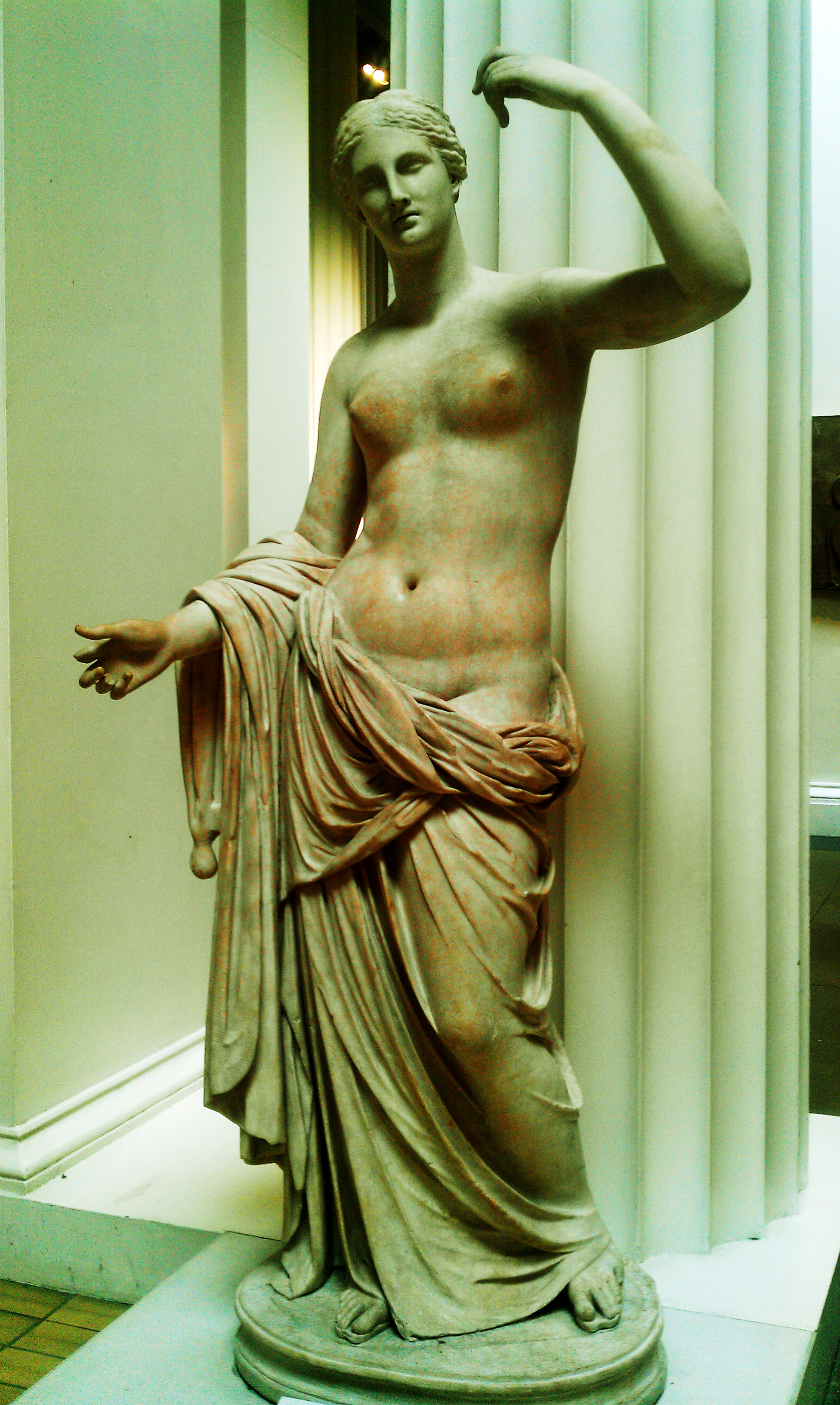
«Венера Таунли» из Остии. II в. н. э. Британский музей
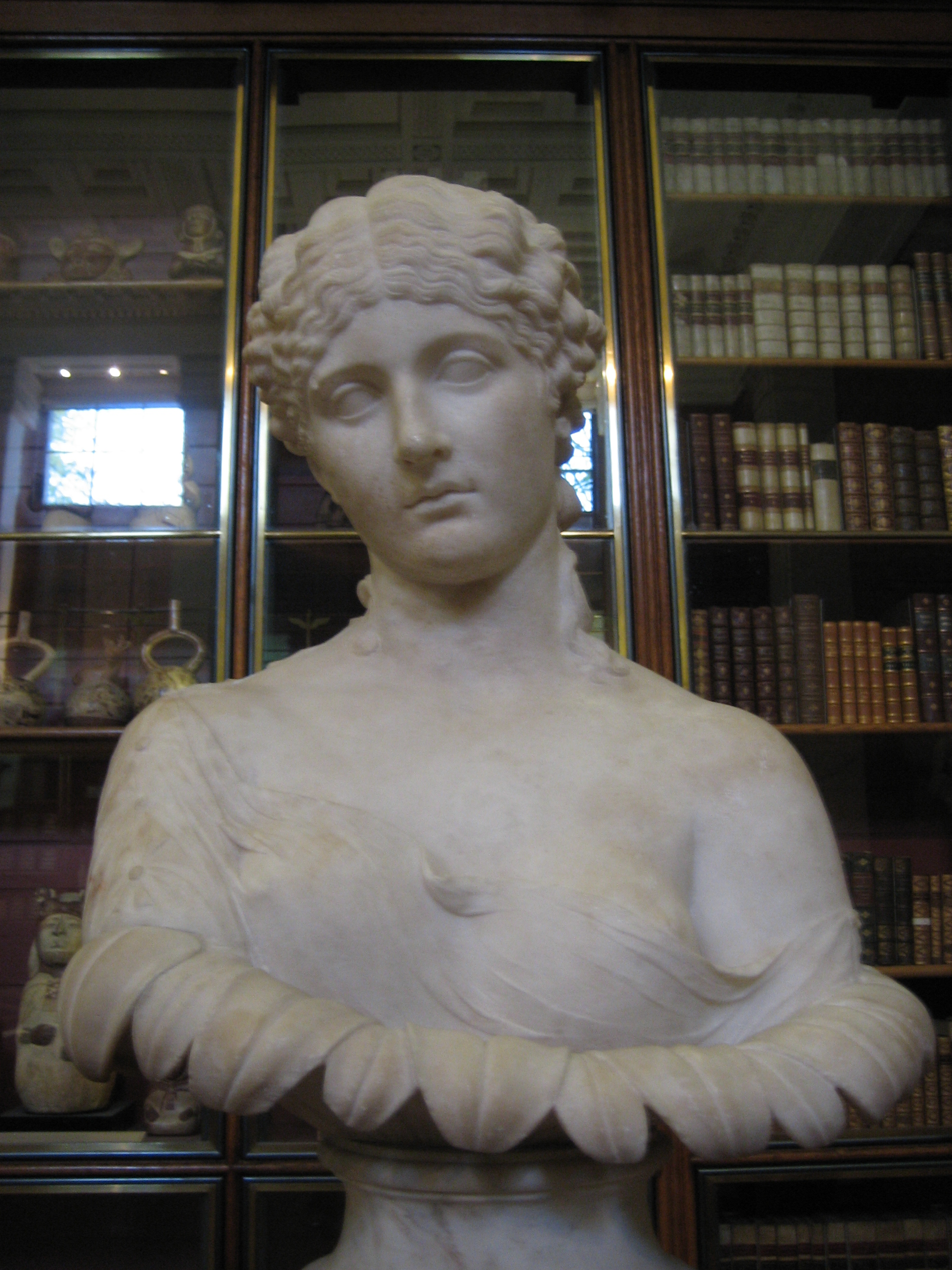
Бюст Клитии («Женщина-Цветок»). II в. н. э. Британский музей
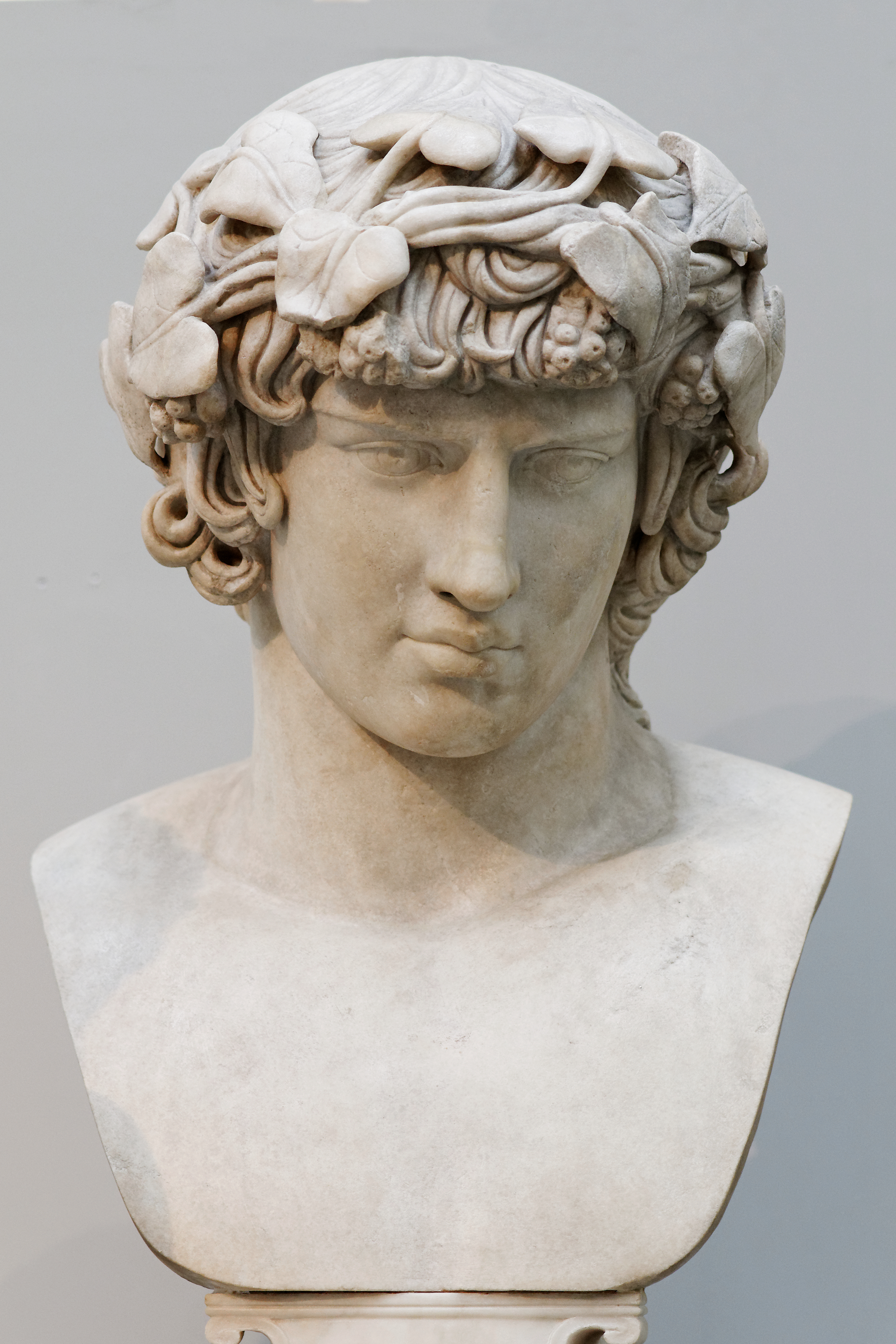
Антиной из Яникула. 130–140 гг. н. э. (голова; торс — добавление Винченцо Пачетти ?). Британский музей
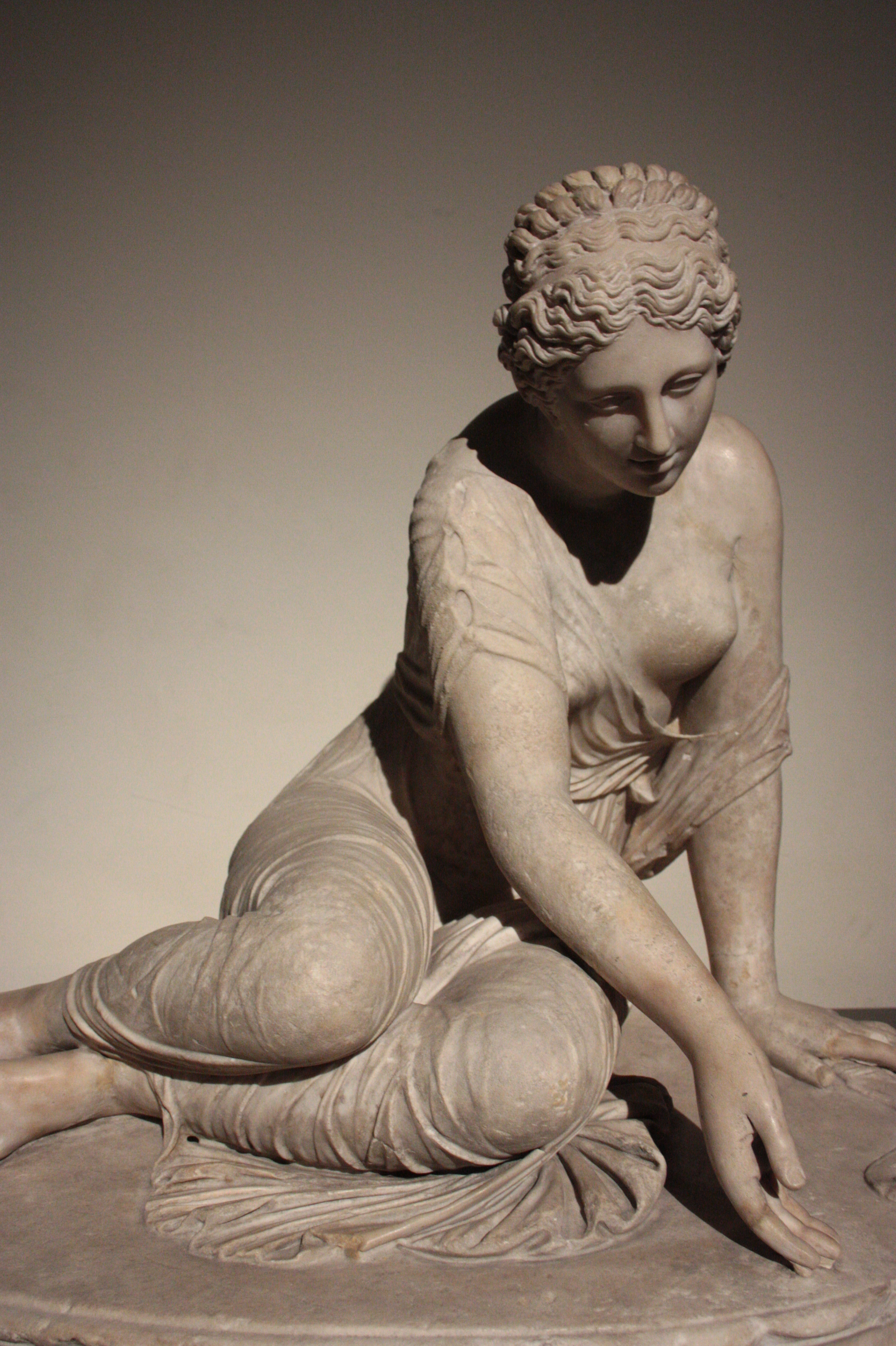
Игра в кости. II в. н. э. Британский музей
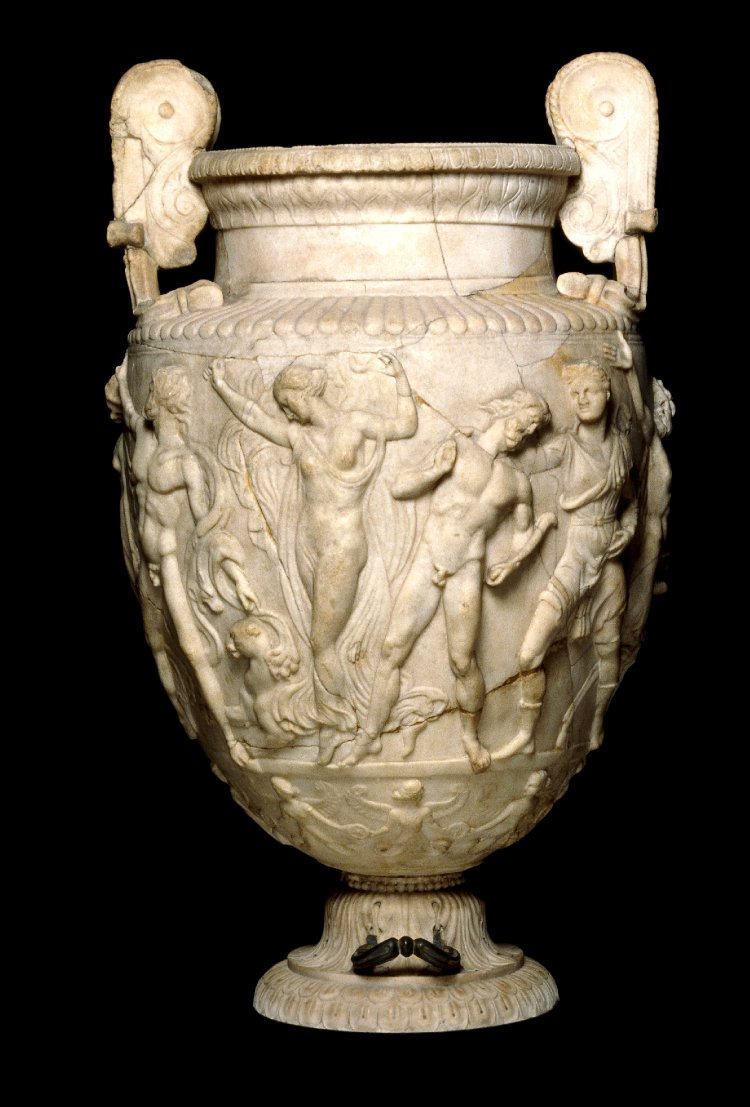
«Ваза Таунли». II в. н. э. Британский музей
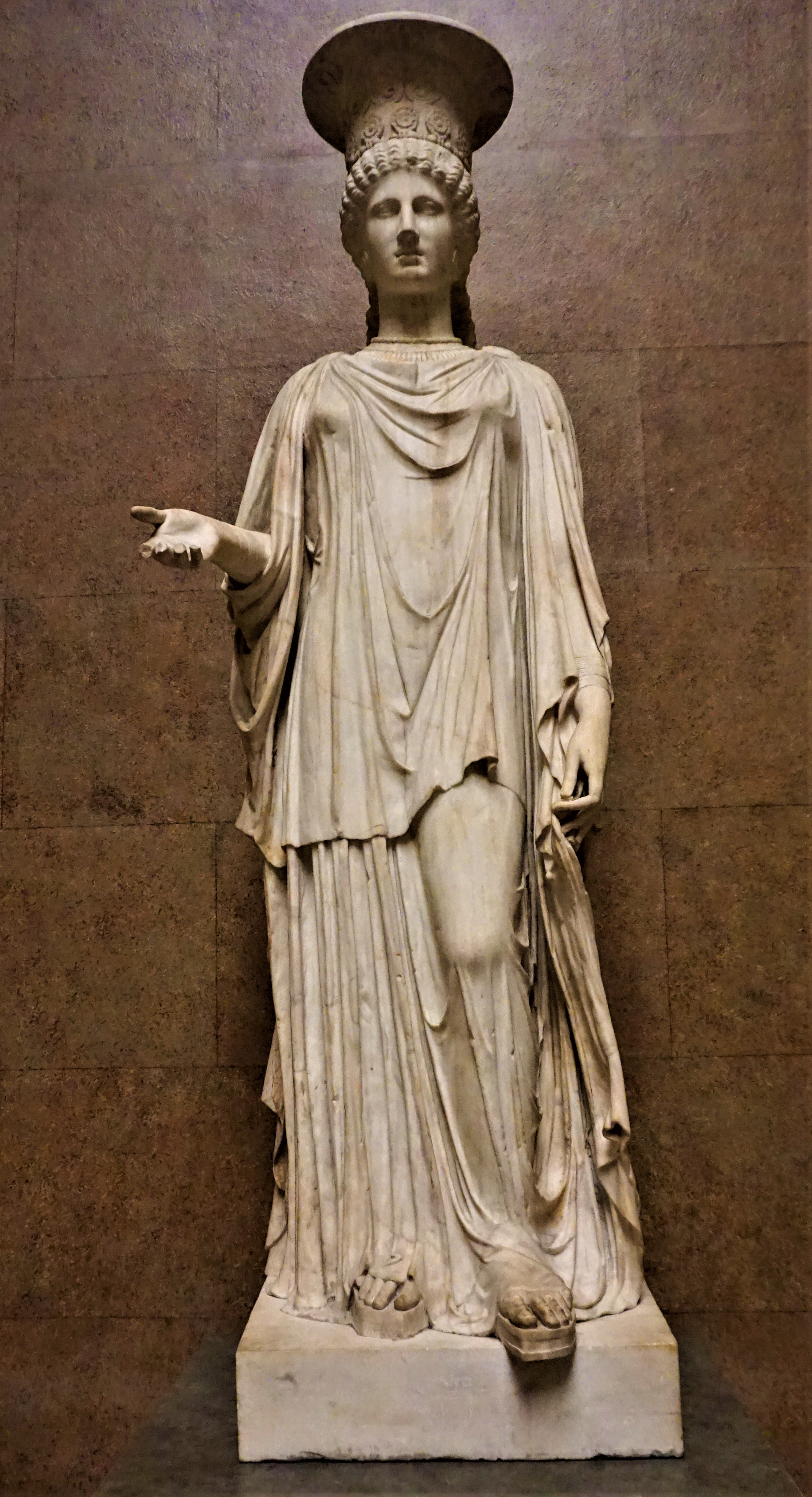
Кариатида из святилища Деметры близ Аппиевой дороги. Неоаттическая школа. 140—160 гг. н. э. Британский музей
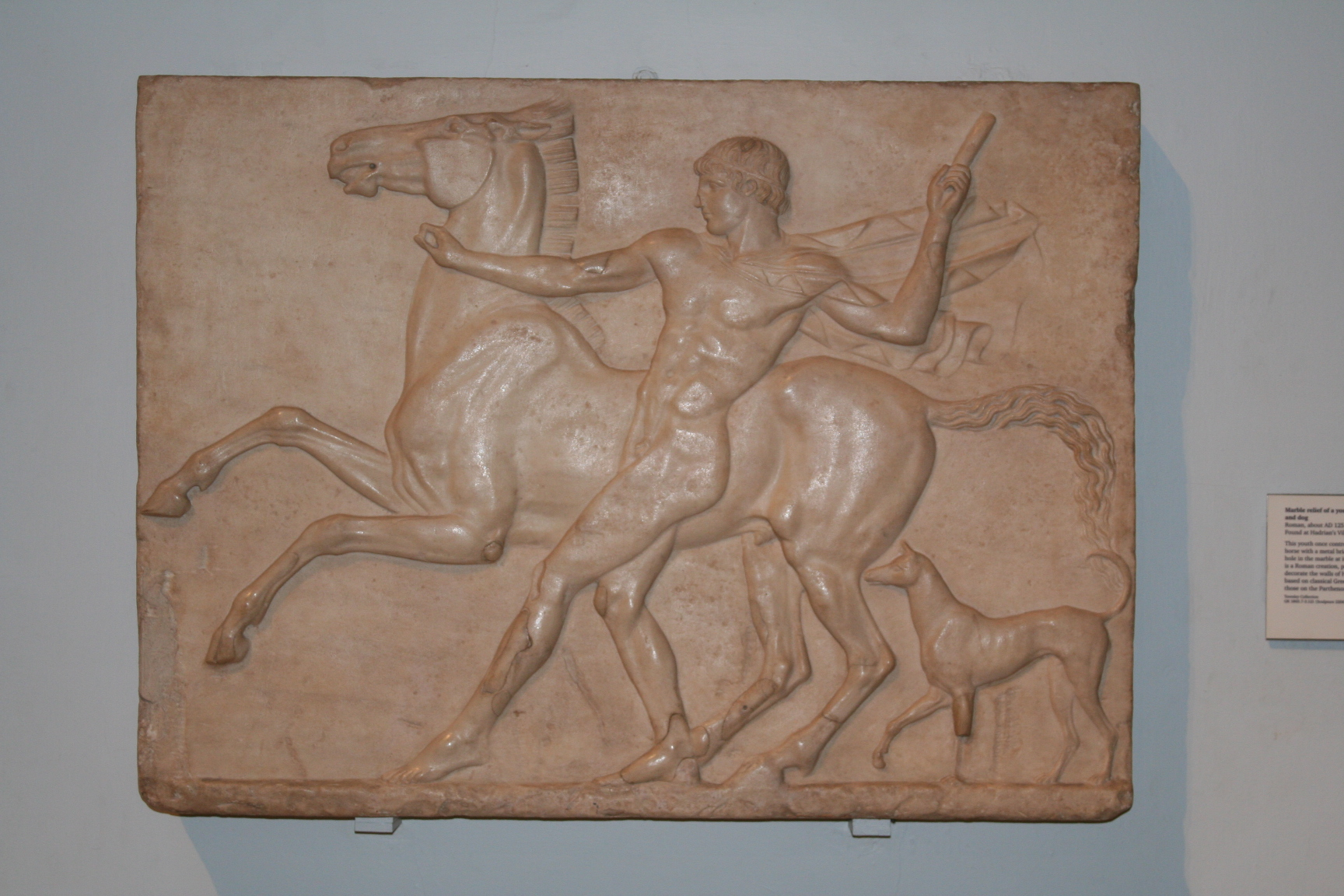
Рельеф из Виллы Адриана в Тиволи. Ок. 125 г. н. э. Мрамор. Британский музей